# Равноугольный многоугольник

Равноугольный четырёхугольник

В евклидовой геометрии равноугольный многоугольник — это многоугольник, чьи углы при вершинах равны. Если при этом равны и стороны, то получается правильный многоугольник.
Единственным равноугольным треугольником является правильный треугольник. Только прямоугольники, включая квадрат, являются равноугольными четырёхугольниками.
В равноугольном n-угольнике каждый угол равен {\displaystyle 180^{\circ }-{\tfrac {360^{\circ }}{n}}}. Это теорема о  равноугольных многоугольниках.
Для равноугольных многоугольников верна теорема Вивиани:
Сумма расстояний от внутренней точки до сторон равноугольного многоугольника не зависит от расположения точки и является инвариантом многоугольника.
Прямоугольник (равноугольный четырёхугольник) с целыми длинами сторон можно разделить на единичные квадраты, а равноугольный  шестиугольник с целыми длинами сторон можно разделить на правильные треугольники. Некоторые, но не все, равноугольные двенадцатиугольники можно разложить на комбинацию единичных квадратов и равносторонних треугольников. Остальные можно разложить на эти два вида фигур с дополнительными ромбами с углами 30 ° и 150 °.
Вписанный многоугольник равноуголен в том и только в том случае, когда чередующиеся стороны равны (то есть, стороны 1, 3, 5, ... равны и стороны 2, 4, ... тоже равны). Таким образом, если n нечётно, циклический многоугольник равноуголен в том и только в том случае, когда он правильный.
Для простого числа p любой равноугольный p-угольник с целыми сторонами является правильным. Более того, любой равноугольный pk-угольник с целыми сторонами имеет p-кратную вращательную симметрию.